# Mykola Pymonenko
Mykola Kornylovytsj Pymonenko (Oekraïens: Микола Корнилович Пимоненко) (gouvernement Kiev, keizerrijk Rusland, 9 maart 1862 - aldaar, 26 maart 1912) was een Oekraïense realistische schilder. Hij wordt echter vaak als Russisch schilder gezien, simpelweg omdat hij in het Kiev binnen het Russische Rijk leefde en werkte. Hij is vooral bekend om zijn stedelijke en landelijke taferelen van boeren, plattelandsmensen en arbeiders.

## Biografie
Pymonenko werd geboren in het dorp Priorka, dat nu onderdeel is van Kiev. Zijn vader was een meester-iconograaf. Nadat Mykola als zijn assistent had gewerkt, ging hij iconenschilderkunst aan het Holenklooster van Kiev studeren. In 1876 werden zijn werken gezien door Mykola Moerasjko, een van de oprichters van de kunstacademie van Kiev. Hij was onder de indruk en lobbyde bij de geldschieters zodat Pymonenko gratis kon komen studeren. Dit gebeurde twee jaar later.

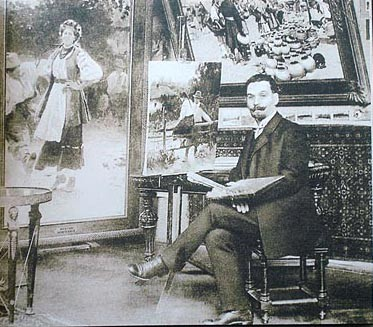
Pymonenko in zijn atelier.

Zijn examenwerk werd in 1881 naar de Keizerlijke Academie voor Schone Kunsten in Sint-Petersburg overgebracht, waarna Pymonenko een licentie kreeg om tekenlessen te geven in de lagere middelbare scholen. Later trouwde hij met de dochter van een van zijn instructeurs, de Russische schilder Vladimir Orlovski.
In 1884 keerde hij wegens een slechte gezondheid (mogelijk tuberculose) en financiële moeilijkheden terug naar Kiev, waar hij werk vond als tekenleraar op een privéschool. Een van zijn studenten was Kazimir Malevitsj (1879-1935). In 1901 kreeg Pymonenko een aanstelling aan de Nationale Technische Universiteit van Oekraïne, waar hij tot aan zijn (vroege) dood bleef werken. Vanaf 1906 gaf hij daarnaast ook les aan de kunstacademie van Kiev.
In 1897 nam Pymonenko deel aan het decoreren van de Vladimirkathedraal en ontving hij de Orde van Sint-Anna voor zijn werk aldaar. Hij werd in 1899 een volwaardig lid van de Peredvizjniki en werd in 1904 benoemd tot academicus. Pymonenko exposeerde op grote schaal en won een gouden medaille op de Parijse salon in 1909 voor zijn schilderij Hopak. Het schilderij hangt momenteel in het Louvre.
Na een korte, ernstige ziekte overleed Pymonenko op 50-jarige leeftijd. Hij werd begraven op de Loekjanivka-begraafplaats. Zijn postume tentoonstelling aan de Keizerlijke Academie voor Schone Kunsten, die begin 1913 plaatsvond, bevatte 184 schilderijen, 419 schetsen en 112 potloodtekeningen. In 1959 werd een straat naar Pymonenko vernoemd en in 1997 werd een aan hem gewijd museum geopend in Maljoetjanka, een dorp waar hij 's zomers schilderde.

## Galerij

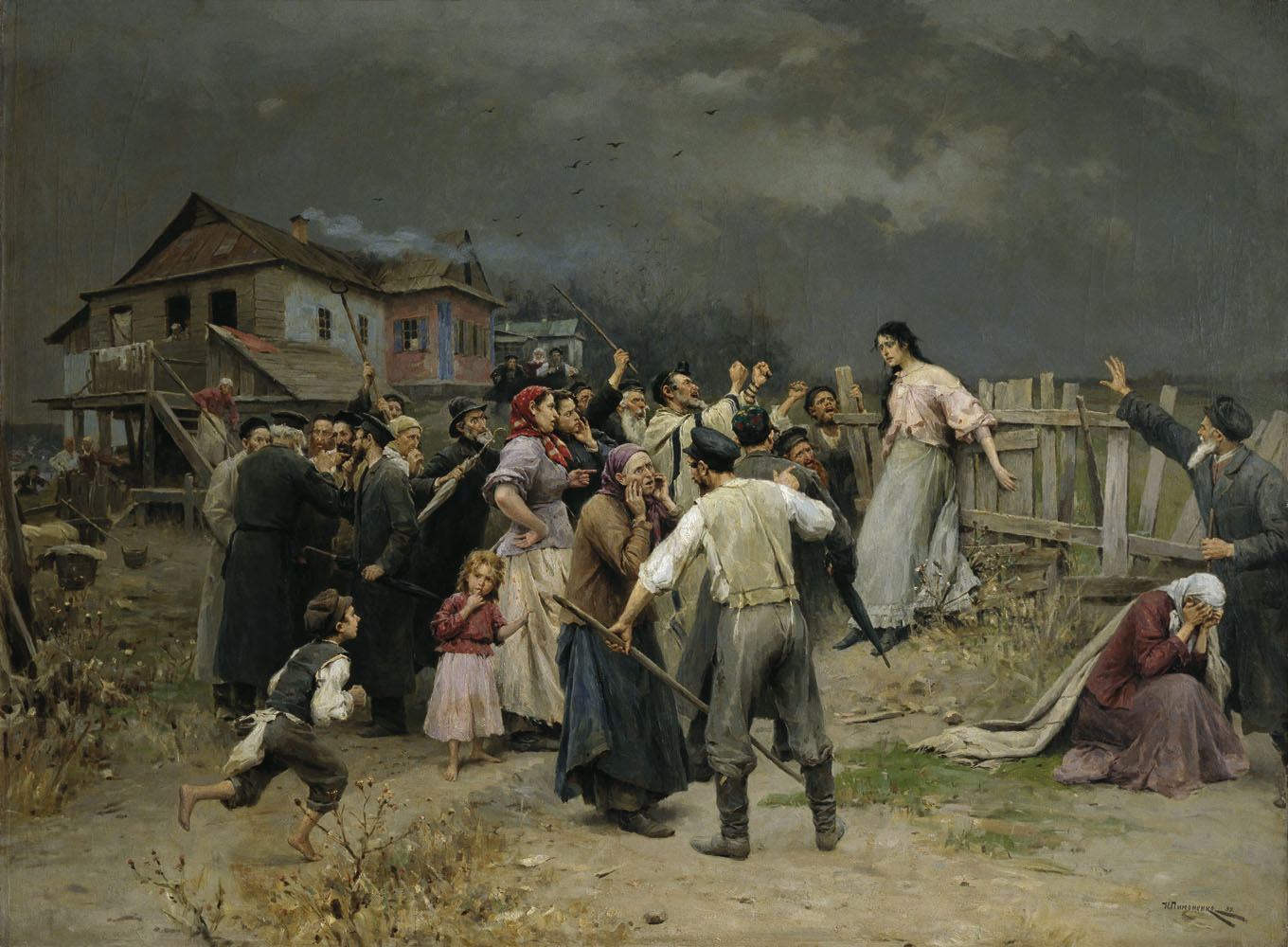
Een slachtoffer van onverdraagzaamheid (Жертва фанатизму)
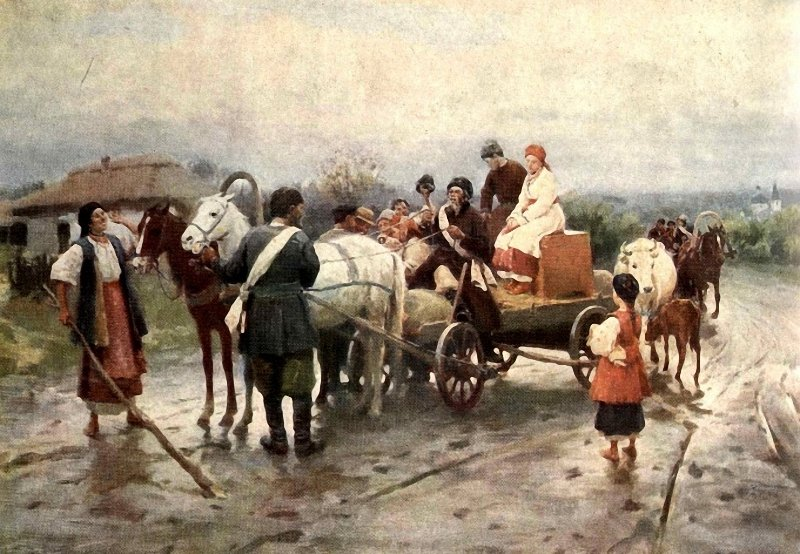
Trouwen in Klein-Rusland (Свадьба в Малороссии)
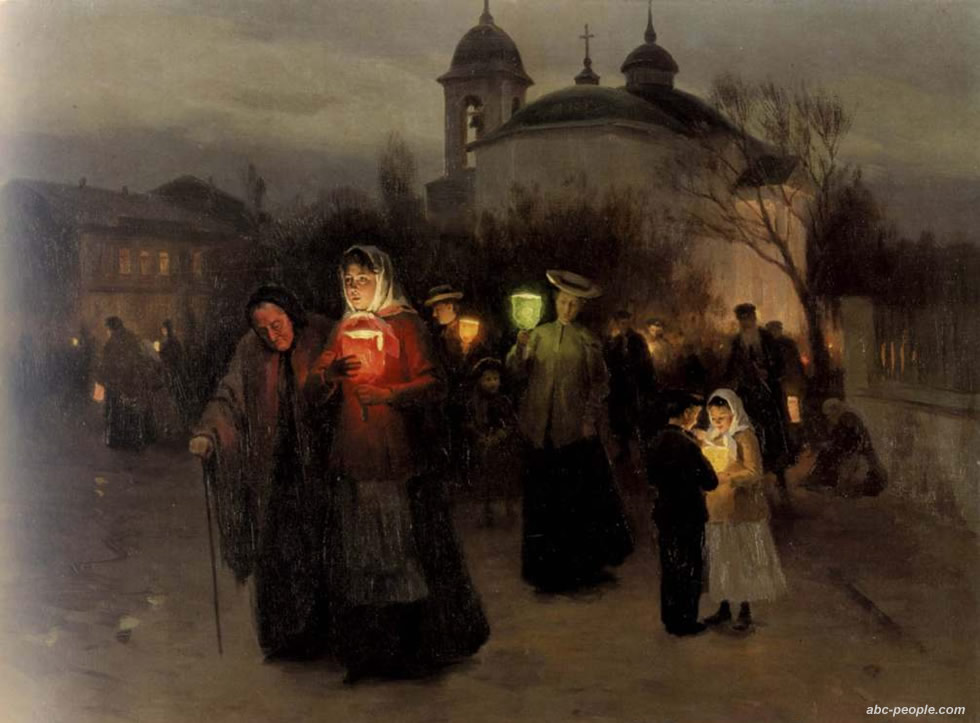
Heilige donderdag (Великий четвер)